# Sobór Zaśnięcia Matki Bożej w Bijsku
Sobór Zaśnięcia Matki Bożej – prawosławny sobór w Bijsku, katedra eparchii bijskiej Rosyjskiego Kościoła Prawosławnego.

## Historia
Cerkiew została zbudowana ze składek miejscowych wiernych na czele z kupcem Michaiłem Syczewem w latach 1898–1903. Autorem projektu świątyni, wzniesionej w typowym dla epoki stylu bizantyjsko-rosyjskim, był W. Chabarow, architekt gubernialny. W 1903, kolejno 5 i 19 października oraz 2 listopada biskup bijski Makary konsekrował kolejno trzy ołtarze soboru: główny pod wezwaniem Zaśnięcia Matki Bożej oraz boczne Świętych Piotra i Pawła oraz św. Mikołaja. Ikonostas dla cerkwi wykonano w pracowni Archipa Borzienkowa w Bijsku, zaś autorami fresków byli twórcy z arteli Patruszewa. Przy świątyni działały dwie podstawowe szkoły męskie oraz szkoła żeńska.
Cerkiew nieformalnie zaczęła być nazywana soborem po 1918 (formalnie rangę tę uzyskała w 1994). W latach 20. XX wieku przez pewien czas należała do parafii odnowicielskiej i była katedrą niekanonicznej eparchii. W 1932 budynek sakralny został zamknięty i zaadaptowany na magazyn zboża. Do pierwotnych funkcji został przywrócony piętnaście lat później. W pierwszych latach powojennych była to jedna z dwóch czynnych cerkwi w Bijsku, zaś po zniszczeniu w 1961 cerkwi Opieki Matki Bożej – jedyna świątynia prawosławna w promieniu kilkudziesięciu kilometrów. Po 1969 w obiekcie przeprowadzono prace remontowe: odnowiono ikonostas, wykonano nowe freski, odrestaurowano elewacje świątyni i mur otaczający teren cerkiewny. W 1989 zakupiono dla soboru pięć nowych dzwonów.

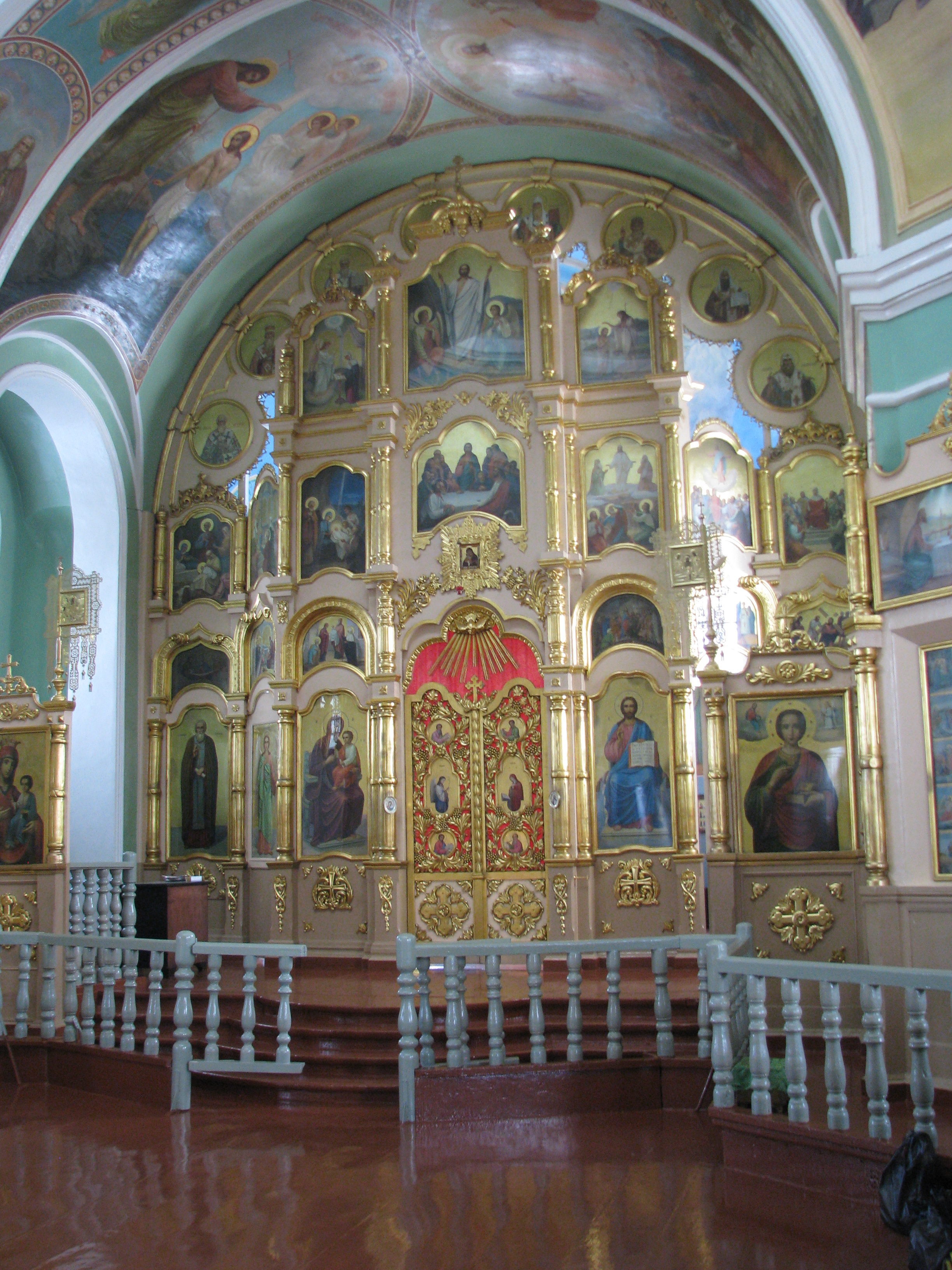
Ikonostas
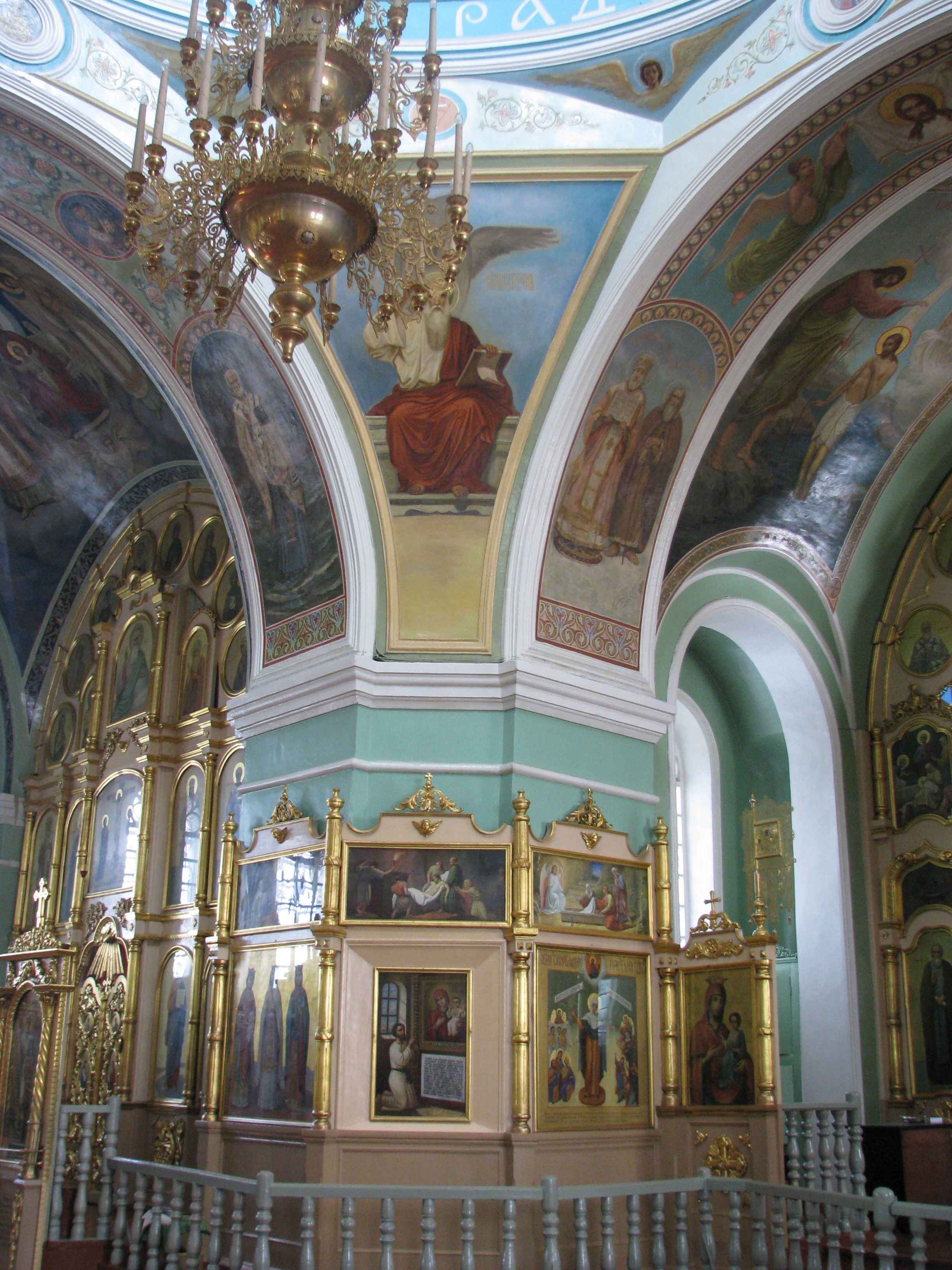
Nawa boczna
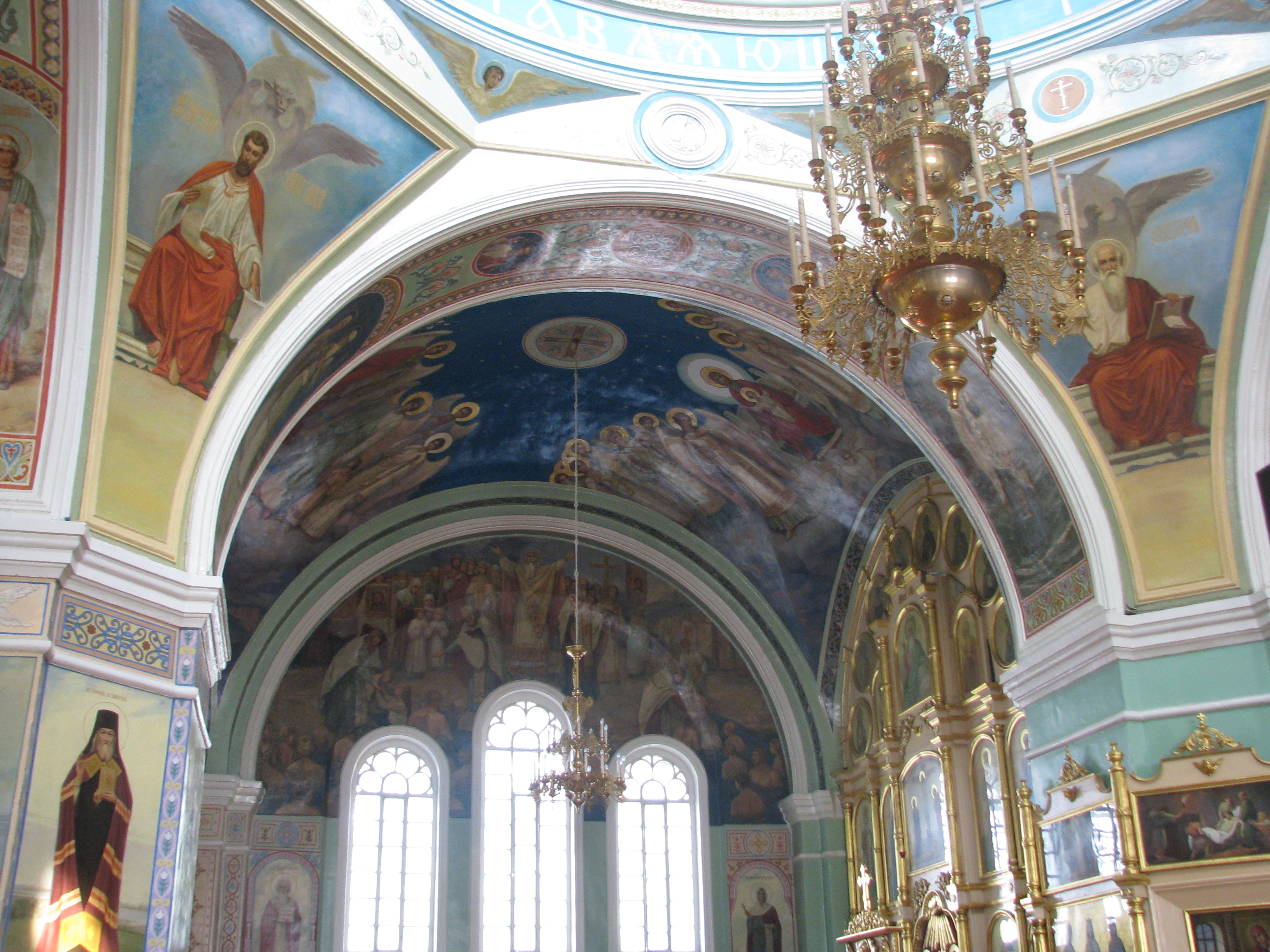
Sklepienie
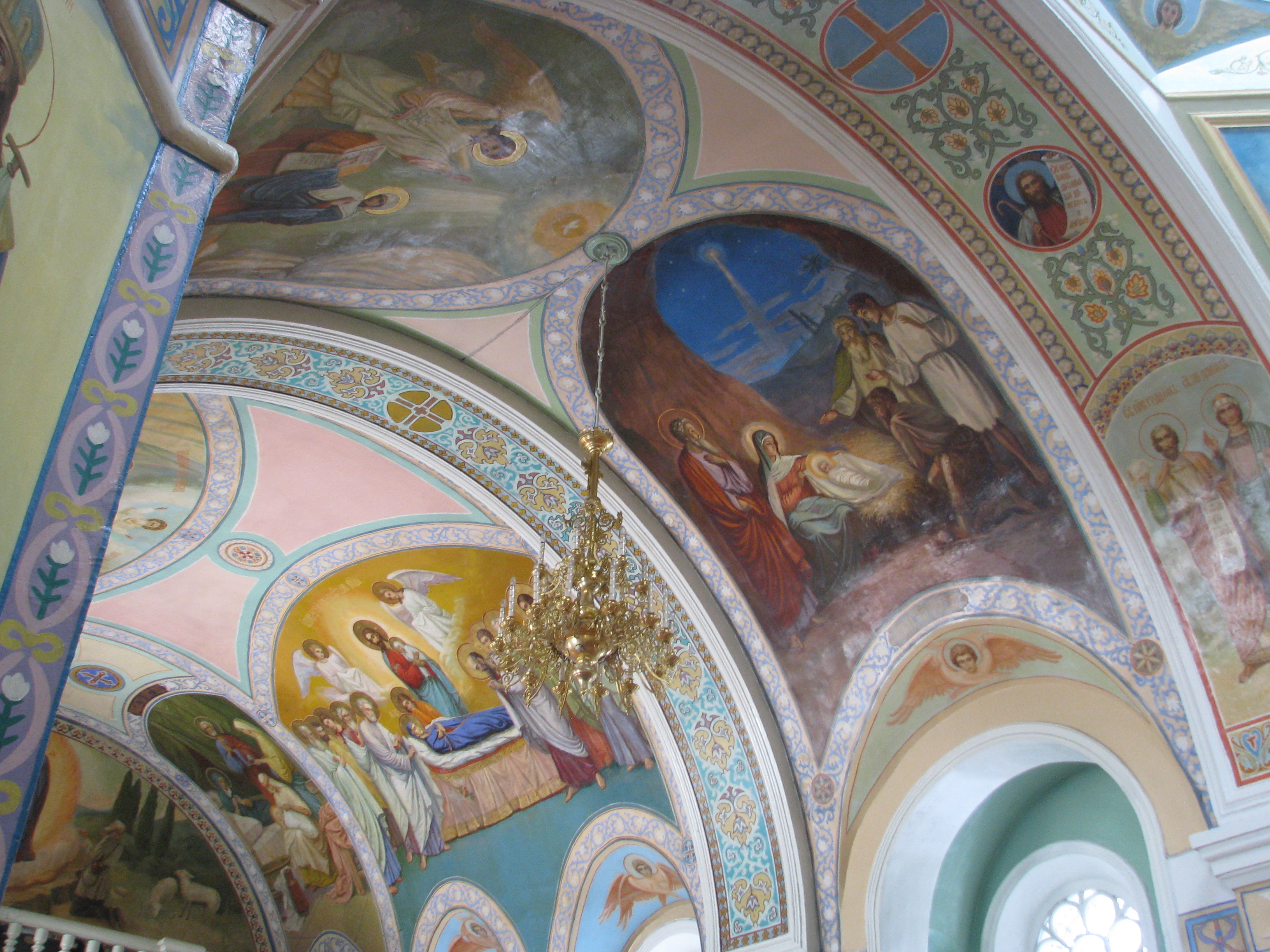
Sklepienie
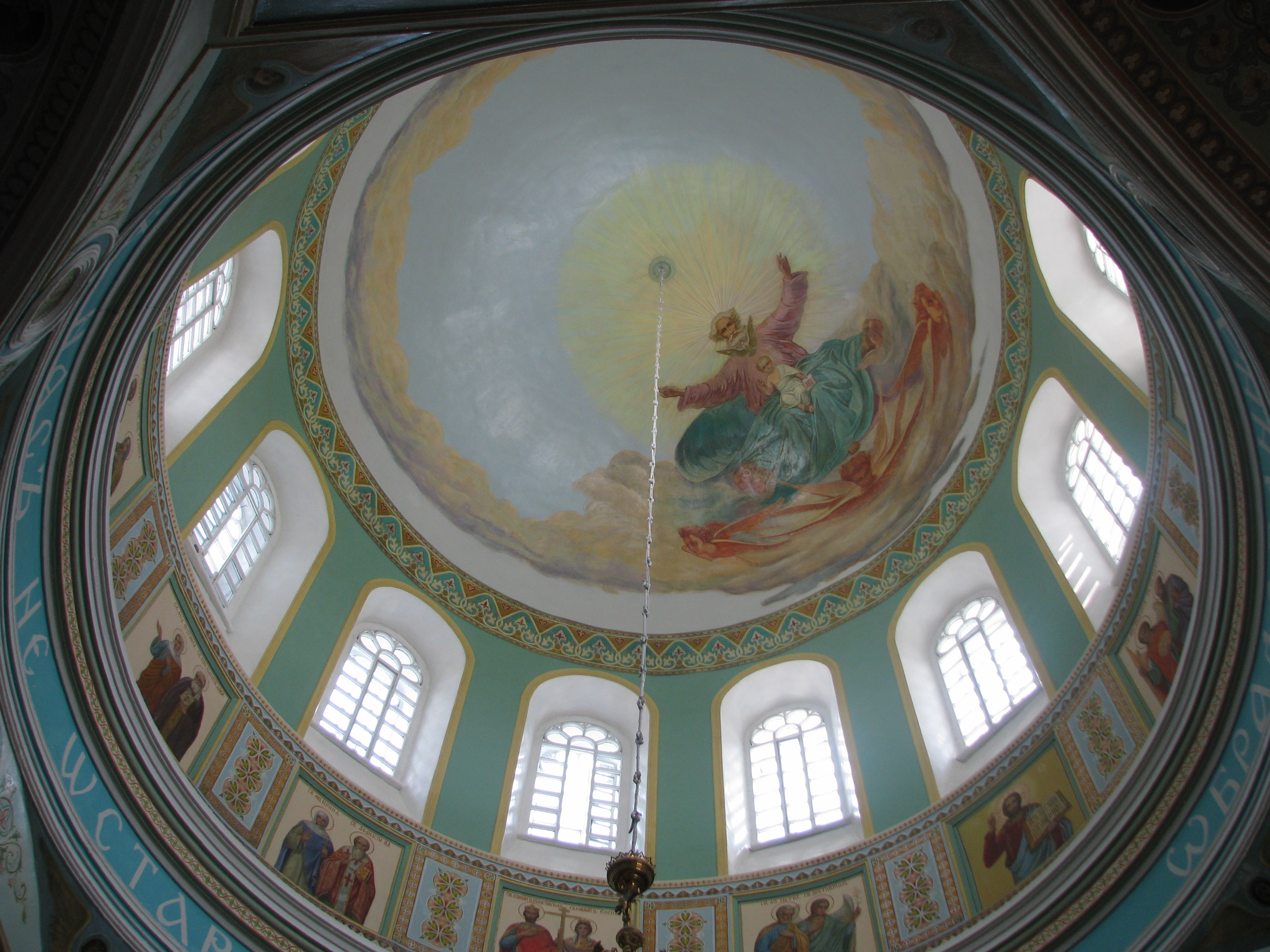
Wnętrze kopuły